# Statue de Thomas Jefferson
La statue de Thomas Jefferson est une sculpture de l'homme d'État américain Thomas Jefferson réalisée par le sculpteur Jean Cardot.
Jefferson est le principal rédacteur de la Déclaration d'indépendance des États-Unis en 1776, puis secrétaire d'État entre 1790 et 1793, vice-président de 1797 à 1801, troisième président des États-Unis de 1801 à 1809. Il est aussi le 2e ambassadeur des États-Unis en France.
Inaugurée en 2006, l'œuvre est située sur le quai Anatole-France au niveau de la passerelle Léopold-Sédar-Senghor, près du musée de la Légion d'honneur.

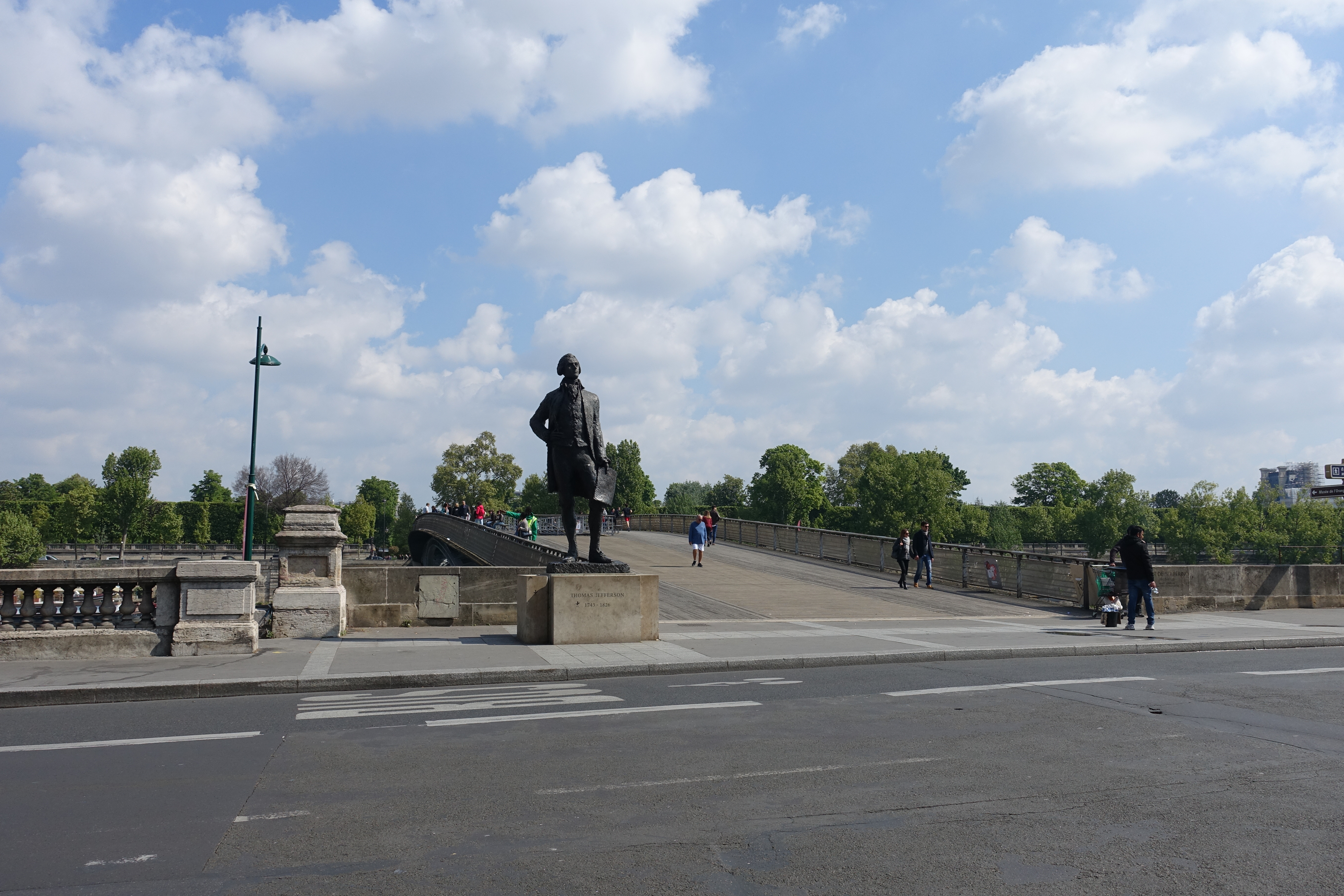